# Clube dos 50 home runs
Na Major League Baseball (MLB), o clube dos 50 home runs é um grupo de jogadores que rebateram 50 ou mais home runs em uma temporada. Babe Ruth foi o primeiro a atingir tal marca em 1920. Ao atingir a marca, Ruth também se tornou o primeiro jogador a rebater 30 e então 40 home runs em apenas uma temporada, quebrando seu próprio recorde de 29 da temporada de 1919. Ruth subsequentemente se tornou o primeiro jogador a fazer parte do clube dos 50 home runs em quatro ocasiões, repetindo a proeza em 1921, 1927 e 1928. Era o único jogador a conseguir o feito de 4 temporadas consecutivas com 50 ou mais home runs até Mark McGwire e Sammy Sosa empatarem seu feito em 1999 e 2001. Barry Bonds, dentre os membros, é o que rebateu mais home runs em apenas uma temporada: 73 em 2001. O mais recente jogador a conseguir a marca é Pete Alonso, que atingiu a marca ena temporada de 2019.
No total, 28 jogadores entraram para o clube dos 50 home runs na história da MLB e nove alcançaram o número de 50 HRs na temporada mais de uma vez. Destes, dezesseis eram rebatedores destros, onze eram canhotos e um era ambidestro, podendo rebater de ambos os lados do plate. Dois destes jogadores (incluindo um membro ativo do clube) jogaram por apenas um time nas grandes ligas. O New York Yankees é a única franquia a ter quatro jogadores diferentes a alcançar a marca:  Ruth, Mickey Mantle, Roger Maris e Alex Rodriguez. Onze jogadores também são membros da  lista de jogadores com mais de 500 Home Runs e dois deles, (Willie Mays e Alex Rodriguez) são também membros da  lista de jogadores da MLB com 3000 rebatidas. Dez jogadores ganharam o MVP da MLB no mesmo ano em que alcançaram a marca de 50 home runs. Mantle é o único jogador a ter ganho a Tríplice Coroa e também atingir 50 home runs na mesma temporada, liderando em ambas as ligas em média de rebatidas , home runs e corridas impulsionadas (RBI). Mantle e Maris — coletivamente conhecidos como o  M&M Boys — são os únicos companheiros de time a atingir 50 home runs na mesma temporada, rebatendo em conjunto 115 home runs em 1961 e quebrando o recorde de home runs rebatidos por uma dupla de companheiros de time. Albert Belle é o único jogador a acumular 50 ou mais  rebatidas duplas e também 50 home runs na mesma temporada. Prince Fielder, aos 23 anos e 139 dias, é o mais jovem jogador a atingir a marca enquanto Bonds, aos 37 foi o mais velho.
Devido à adição pouco frequente de membros no clube dos 50 home runs, a revista Baseball Digest o chama de "uma fraternidade restrita com a elite no  slugging" (slugging representa o poder do rebatedor) em 1954, quando havia apenas seis membros. Dos dezessete membros elegíveis para o Baseball Hall of Fame, oito foram eleitos e três foram eleitos na primeira votação. A elegibilidade requer que o jogador esteja aposentado por cinco temporadas ou falecido a, no mínimo, seis meses, desqualificando oito jogadores ativos e dois jogadores que se aposentaram a menos do que cinco temporadas. Alguns acreditam que esta marca é menos importante devido ao alto número de novos membros; quinze diferentes jogadores se juntaram ao clube, em um total de 24 ocasiões de 1995 até 2010. Adicionalmente, muitos destes membros recentes estiveram vinculados ao uso de drogas para melhora na atuação.

## Membros

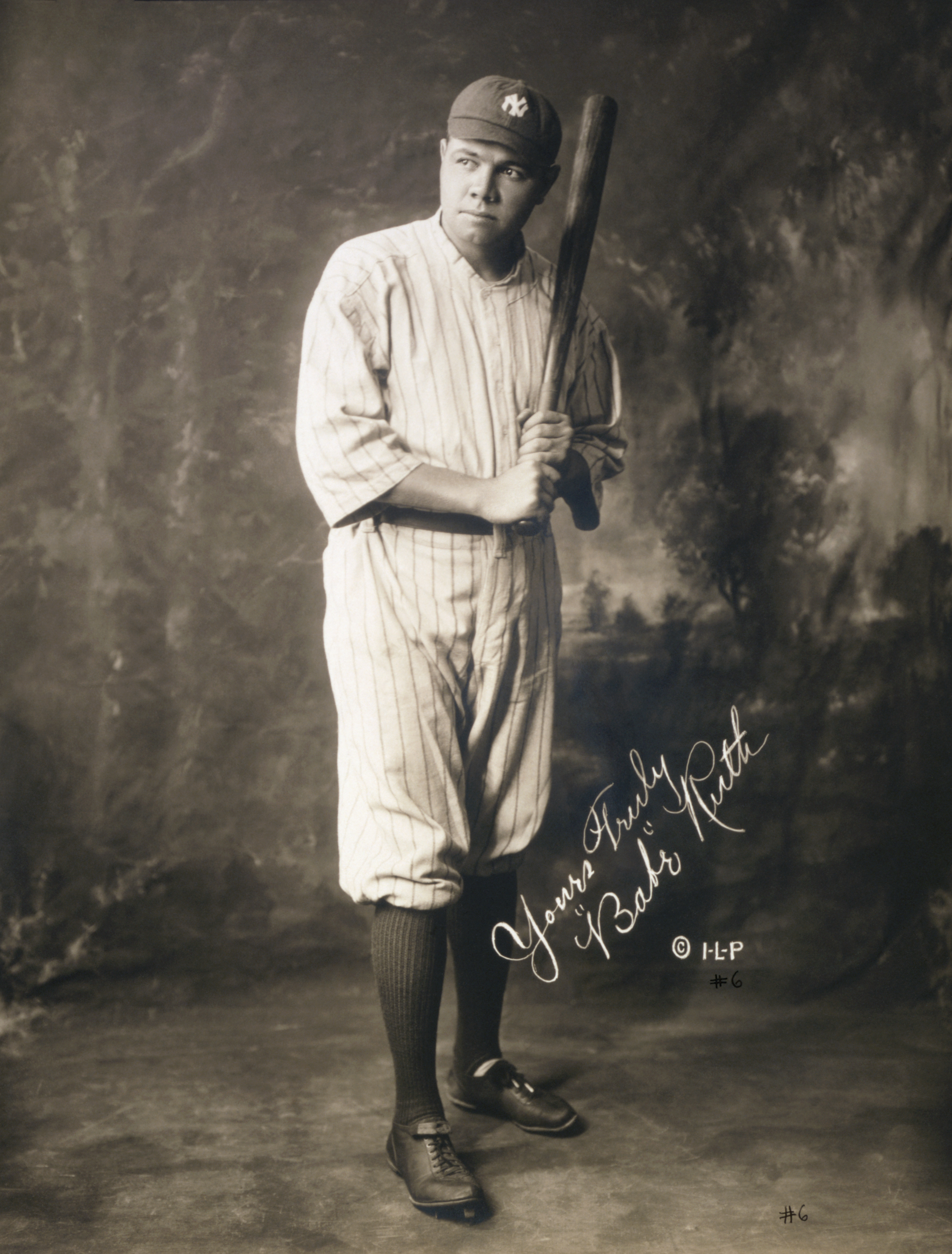
Babe Ruth foi o primeiro membro do clube dos 50 home runs e repetiu o feito por quatro temporadas, um recorde compartilhado por Mark McGwire e Sammy Sosa.

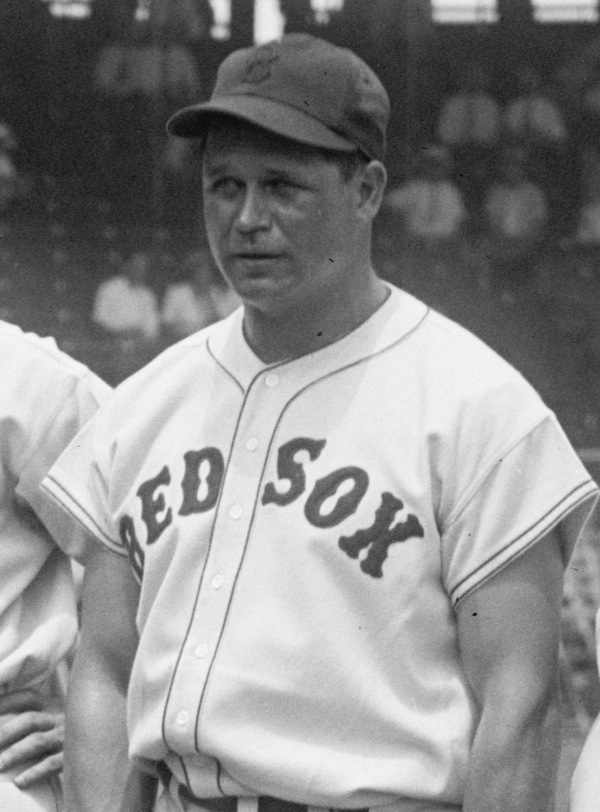
Jimmie Foxx entrou para o clube dos 50 home runs e ganhou como MVP em 1932 e 1938.

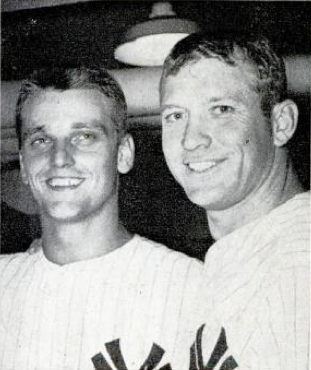
Mickey Mantle (direita) ganhou a tríplice coroa da MLB e entrou para o clube em 1956. Cinco anos mais tarde, ele e Roger Maris (esquerda) se tornaram ou únicos companheiros de equipe a entrar para o clube na mesma temporada.

| Ano            | O ano em que o jogador entrou para o clube dos 50 home runs           |
| Jogador (X)    | Nome do jogador e número de vezes em que conseguiu atingir a marca    |
| Time           | O time em que o jogador estava na época de seu 50º home run           |
| HR             | Número de home runs naquela temporada                                 |
| HR na carreira | Número de home runs que o jogador rebateu durante sua carreira na MLB |
| ^              | Denota a progressão do recorde de HRs em uma temporada                |
| †              | Eleito para o Baseball Hall of Fame                                   |
| ‡              | Jogador ainda ativo                                                   |

| Ano  | Jogador             | Time                                  | HRs | HRs na carreira | Ref    |
| ---- | ------------------- | ------------------------------------- | --- | --------------- | ------ |
| 1920 | Babe Ruth†          | New York Yankees                      | 54^ | 714             | [ 5 ]  |
| 1921 | Babe Ruth† (2)      | New York Yankees                      | 59^ | 714             | [ 5 ]  |
| 1927 | Babe Ruth† (3)      | New York Yankees                      | 60^ | 714             | [ 5 ]  |
| 1928 | Babe Ruth† (4)      | New York Yankees                      | 54  | 714             | [ 5 ]  |
| 1930 | Hack Wilson†        | Chicago Cubs                          | 56  | 244             | [ 29 ] |
| 1932 | Jimmie Foxx†        | Philadelphia Athletics                | 58  | 534             | [ 30 ] |
| 1938 | Jimmie Foxx† (2)    | Boston Red Sox                        | 50  | 534             | [ 30 ] |
| 1938 | Hank Greenberg†     | Detroit Tigers                        | 58  | 331             | [ 31 ] |
| 1947 | Johnny Mize†        | New York Giants                       | 51  | 359             | [ 32 ] |
| 1947 | Ralph Kiner†        | Pittsburgh Pirates                    | 51  | 369             | [ 33 ] |
| 1949 | Ralph Kiner† (2)    | Pittsburgh Pirates                    | 54  | 369             | [ 33 ] |
| 1955 | Willie Mays†        | New York Giants                       | 51  | 660             | [ 34 ] |
| 1956 | Mickey Mantle†      | New York Yankees                      | 52  | 536             | [ 35 ] |
| 1961 | Mickey Mantle† (2)  | New York Yankees                      | 54  | 536             | [ 35 ] |
| 1961 | Roger Maris         | New York Yankees                      | 61^ | 275             | [ 36 ] |
| 1965 | Willie Mays† (2)    | San Francisco Giants                  | 52  | 660             | [ 34 ] |
| 1977 | George Foster       | Cincinnati Reds                       | 52  | 348             | [ 37 ] |
| 1990 | Cecil Fielder       | Detroit Tigers                        | 51  | 319             | [ 38 ] |
| 1995 | Albert Belle        | Cleveland Indians                     | 50  | 381             | [ 39 ] |
| 1996 | Brady Anderson      | Baltimore Orioles                     | 50  | 210             | [ 40 ] |
| 1996 | Mark McGwire        | Oakland Athletics                     | 52  | 583             | [ 41 ] |
| 1997 | Ken Griffey Jr.     | Seattle Mariners                      | 56  | 630             | [ 42 ] |
| 1997 | Mark McGwire (2)    | Oakland Athletics St. Louis Cardinals | 58  | 583             | [ 41 ] |
| 1998 | Greg Vaughn         | San Diego Padres                      | 50  | 355             | [ 43 ] |
| 1998 | Ken Griffey Jr. (2) | Seattle Mariners                      | 56  | 630             | [ 42 ] |
| 1998 | Sammy Sosa          | Chicago Cubs                          | 66  | 609             | [ 44 ] |
| 1998 | Mark McGwire (3)    | St. Louis Cardinals                   | 70^ | 583             | [ 41 ] |
| 1999 | Sammy Sosa (2)      | Chicago Cubs                          | 63  | 609             | [ 44 ] |
| 1999 | Mark McGwire (4)    | St. Louis Cardinals                   | 65  | 583             | [ 41 ] |
| 2000 | Sammy Sosa (3)      | Chicago Cubs                          | 50  | 609             | [ 44 ] |
| 2001 | Alex Rodriguez      | Texas Rangers                         | 52  | 696             | [ 45 ] |
| 2001 | Luis Gonzalez       | Arizona Diamondbacks                  | 57  | 354             | [ 46 ] |
| 2001 | Sammy Sosa (4)      | Chicago Cubs                          | 64  | 609             | [ 44 ] |
| 2001 | Barry Bonds         | San Francisco Giants                  | 73^ | 762             | [ 47 ] |
| 2002 | Jim Thome           | Cleveland Indians                     | 52  | 612             | [ 48 ] |
| 2002 | Alex Rodriguez (2)  | Texas Rangers                         | 57  | 696             | [ 45 ] |
| 2005 | Andruw Jones        | Atlanta Braves                        | 51  | 434             | [ 49 ] |
| 2006 | Ryan Howard‡        | Philadelphia Phillies                 | 58  | 382             | [ 8 ]  |
| 2006 | David Ortiz‡        | Boston Red Sox                        | 54  | 539             | [ 50 ] |
| 2007 | Alex Rodriguez (3)  | New York Yankees                      | 54  | 696             | [ 45 ] |
| 2007 | Prince Fielder      | Milwaukee Brewers                     | 50  | 319             | [ 51 ] |
| 2010 | José Bautista       | Toronto Blue Jays                     | 54  | 337             | [ 52 ] |
| 2013 | Chris Davis‡        | Baltimore Orioles                     | 53  | 276             | [ 53 ] |
| 2017 | Giancarlo Stanton‡  | Miami Marlins                         | 59  | 288             | [ 54 ] |
| 2017 | Aaron Judge‡        | New York Yankees                      | 52  | 81              | [ 55 ] |
| 2019 | Pete Alonso‡        | New York Mets                         | 53  | 53              | [ 56 ] |